# Rauhocereus riosaniensis
Rauhocereus és un gènere monotípic de cactus que pertany a la família de les cactàcies amb flors nocturnes. La seva única espècie: Rauhocereus riosaniensis Backeb., és nativa del nord del Perú (Riu Santa, Riu Zaña, Chamaya i Jaén).

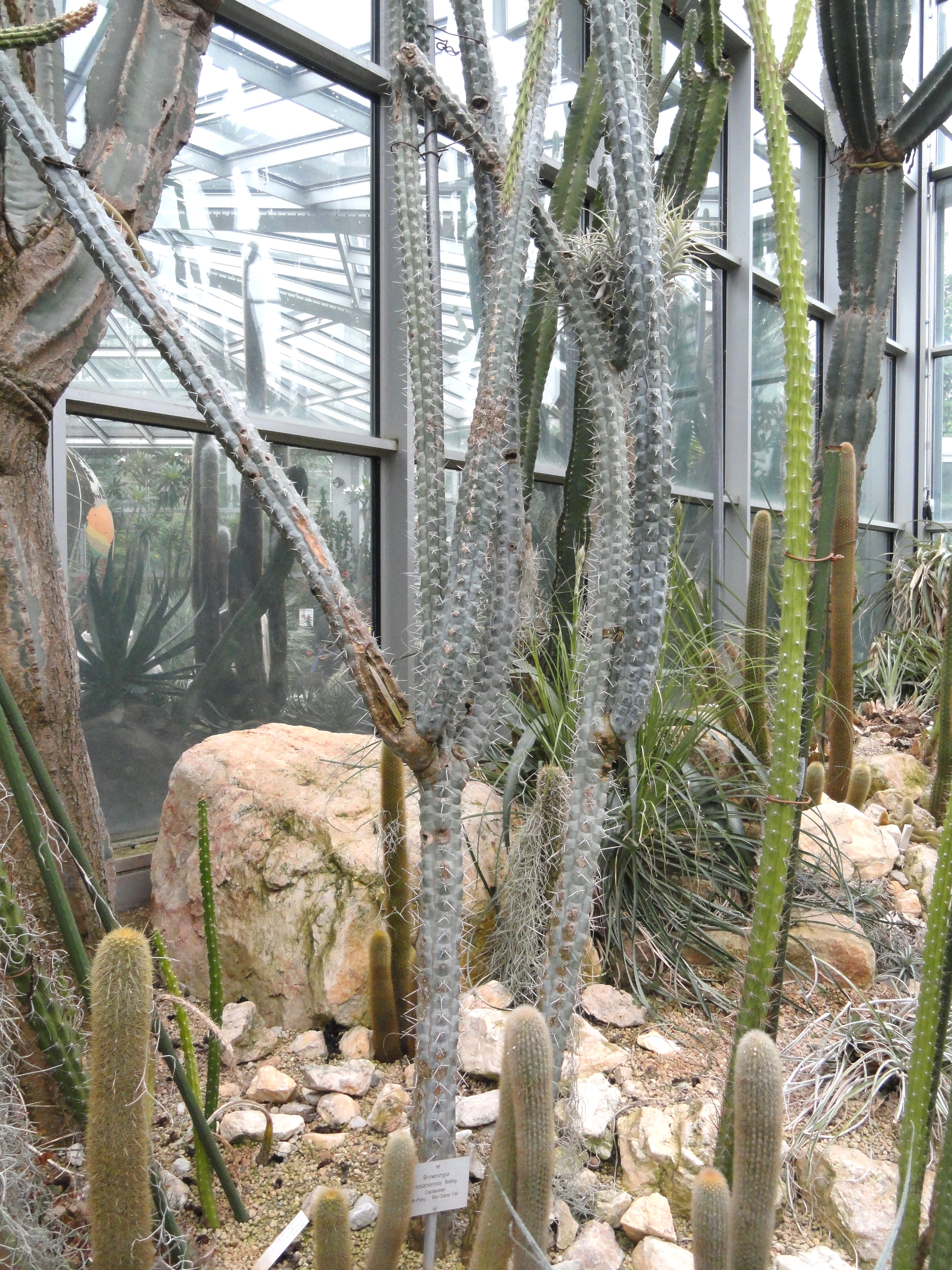
Vista de la planta

## Descripció
Rauhocereus riosaniensis té una forma arbustiva, normalment amb la part inferior ramificada, sovint forma matolls de fins a 4 metres d'altura. Les tiges columnars són verticals, de color verd blavós i un diàmetre de 8 a 15 centímetres. Les 5 a 6 costelles amb moltes berrugues. Amb 2 a 8 arèoles llanudes fortes, amb llargues espines de 5 centímetres. Els més baixos són inicialment de color vermellós, la part superior de color groguenc. Més tard, tots són de color blanc grisenc. Les flors són acampanades i apareixen a prop de la punta de creixement. S'obren a la nit, i fan de 8 a 10 centímetres de llarg i un diàmetre de fins a 5 centímetres. La tassa de la flor i el tub de les flors estan cobertes d'escates petites i pèls castanys. Els fruits són vermells, carnosos amb una resta de flors perennes en forma d'ou. Les llavors en forma d'ou, són negres, petites i brillants.

## Taxonomia
Rauhocereus riosaniensis va ser descrita per Curt Backeberg i publicat a Sitzungsberichte der Heidelberger Akademie der Wissenschaften, Mathematische-Naturwissenschaftliche Klasse 367. 1958.
Varietat
- Rauhocereus riosaniensis var. jaenensis = Rauhocereus jaenensis

Sinonímia
- Browningia riosaniensis (Backeb.) G.D.Rowley[3]